# Branford Marsalis
Pour les articles homonymes, voir Marsalis.
Vous pouvez aider à l'améliorer ou bien discuter des problèmes sur sa page de discussion.
- Son texte doit être wikifié : il ne correspond pas à la mise en forme Wikipédia (style, typographie, liens internes, liens entre les wikis, etc.). (Marqué depuis décembre 2023)

Branford Marsalis, né le 26 août 1960 au Pont Breaux en Louisiane, est un saxophoniste, compositeur de jazz et chef d'orchestre américain. Fils d'Ellis Marsalis Jr., il est le frère des musiciens de jazz Jason Marsalis, Delfeayo Marsalis et Wynton Marsalis. Bien qu'il soit principalement connu pour son travail dans le domaine du jazz en tant que leader du Branford Marsalis Quartet, il se produit également fréquemment en tant que soliste avec des ensembles classiques et a dirigé le groupe Buckshot LeFonque. De 1992 à 1995, il dirige le Tonight Show Band du The Tonight Show.

## Biographie

### Jeunesse
Branford Marsalis nait le 26 août 1960 à Pont Breaux, en Louisiane, et grandit à la Nouvelle-Orléans. Il est le fils de Dolores, née Ferdinand, chanteuse de jazz et professeur suppléant, et d'Ellis Louis Marsalis, Jr., pianiste et professeur de musique,. Ses frères Jason Marsalis, Wynton Marsalis et Delfeayo Marsalis sont également des musiciens de jazz.

### Débuts musicaux: 1980–85
Branford Marsalis est diplômé de l'Eleanor McMain Secondary Magnet School en 1978. Pendant ses études secondaires, il joue dans un groupe de reprises Rhythm and blues appelé The Creators,.
Il fréquente ensuite la Southern University, un établissement d'enseignement supérieur historiquement noir situé à Baton Rouge, où il étudie avec le célèbre clarinettiste de jazz Alvin Batiste. Encouragé par ce dernier, il s'inscrit ensuite au Berklee College of Music. Pendant ses études à Berklee, il fait une tournée en Europe en jouant du saxophone alto et ténor dans un grand ensemble dirigé par le batteur Art Blakey. D'autres expériences de big band avec Lionel Hampton et Clark Terry suivent l'année suivante, et à la fin de 1981, Branford Marsalis, au saxophone alto, rejoint son frère Wynton dans le Blakey's Jazz Messengers. D'autres prestations avec son frère, notamment une tournée au Japon en 1981 avec Herbie Hancock, amènent à la formation du premier quintette de son frère Wynton, au sein duquel Marsalis met l'accent sur les saxophones soprano et ténor. Il continue à travailler avec Wynton jusqu'en 1985, une période qui voit également la sortie de son propre premier enregistrement, Scenes in the City, ainsi que des apparitions en tant qu'invité avec d'autres artistes, notamment Miles Davis et Dizzy Gillespie.

### Sortie élargie: 1985–95
En 1985, il rejoint Sting, chanteur et bassiste du groupe de rock The Police, sur son premier projet solo, The Dream of the Blue Turtles, aux côtés des musiciens de jazz Omar Hakim à la batterie, Darryl Jones à la basse et Kenny Kirkland aux claviers, ainsi que des choristes Janice Pendarvis et Dolette McDonald. un membre régulier de la formation de Sting, tant en studio que sur scène, jusqu'à la sortie de Brand New Day en 1999.
En 1986, il forme le Branford Marsalis Quartet avec le pianiste Kenny Kirkland, le batteur Jeff « Tain » Watts et le bassiste Robert Hurst. Cette année-là, ils sortent leur premier album, Royal Garden Blues. Cette formation de quartet sort ensuite quatre autres albums, dont le dernier, I Heard You Twice the First Time, en 1992, remporte le Grammy Award du meilleur album de jazz instrumental.
En 1988, il joue dans le film de Spike Lee School Daze, où il a également joué plusieurs interludes de cor pour la musique du film. Ses commentaires pleins d'esprit lui  valent de nombreuses répliques mémorables dans le film. En 1989, Branford Marsalis joue une reprise de 30 secondes de Lift Every Voice and Sing sur les crédits d'ouverture du film de Spike Lee Do the Right Thing .
Entre 1990 et 1994, il joue à plusieurs reprises avec le Grateful Dead et participe à leur album live de 1990 Without a Net. Il apparaît plus tard sur Wake Up to Find Out, une version intégrale du concert du 29 mars 1990 auquel il a participé. Branford Marsalis décrit sa popularité parmi les Deadhead comme « la chose la plus bizarre qui me soit jamais arrivée ».
En 1992, Marsalis est devenu le leader du Tonight Show Band sur le nouveau The Tonight Show avec Jay Leno, après que ce dernier  ait remplacé Johnny Carson. Au départ, Marsalis a refusé l'offre, mais a ensuite reconsidéré et accepté le poste. Il a amené avec lui les trois autres membres du Branford Marsalis Quartet, qui sont devenus respectivement le pianiste, le batteur et le bassiste du Tonight Show Band.
En 1994, Marsalis a formé le groupe Buckshot LeFonque (du nom d'un pseudonyme autrefois utilisé par Cannonball Adderley), un groupe de jazz avec des éléments de rock et de hip-hop. Cette année-là, ils sortent leur premier album, Buckshot LeFonque, majoritairement produit par DJ Premier.
En 1994, Marsalis est apparu sur le CD de compilation de la Red Hot Organization, Stolen Moments: Red Hot + Cool.[4] L'album, destiné à sensibiliser la société afro-américaine à l'épidémie de sida, a été nommé Album de l'année par  le magazine Time.
En 1995, Marsalis a quitté The Tonight Show , devenu mécontent dans le rôle: il n'aimait pas qu'il soit censé toujours montrer de l'enthousiasme, même pour les blagues qu'il jugeait peu drôles. Il a été remplacé comme chef d'orchestre par le guitariste Kevin Eubanks. Dans une interview très médiatisée peu de temps après son départ, Marsalis a déclaré: "Le travail de directeur musical que j'ai découvert plus tard consistait simplement à embrasser le cul de l'hôte, et je ne suis pas un embrasseur de cul." Il s'est également plaint que lorsqu'il ne riait pas ou ne souriait pas, la perception de certains téléspectateurs était: "Oh, il est hargneux. Il déteste son patron." Lorsque l'intervieweur a demandé si Marsalis détestait Leno, Marsalis a répondu: "Oh, je le méprisais." Il a déclaré plus tard qu'il ne détestait pas Leno et que c'était une réponse sarcastique à ce qu'il considérait comme "une question ridicule".[5]

### Transition: 1995–2007
En 1997, le bassiste Eric Revis remplace Hurst dans le Branford Marsalis Quartet. Kirkland décède l'année suivante et est remplacé par le pianiste Joey Calderazzo. Depuis, le Branford Marsalis Quartet a beaucoup tourné et enregistré. Pendant deux décennies, Marsalis a été associé à Columbia, où il a été consultant créatif et producteur d'enregistrements de jazz entre 1997 et 2001, notamment en signant le saxophoniste David S. Ware pour deux albums.
En 2002, Marsalis fonde son propre label, Marsalis Music. Son catalogue comprend Claudia Acuña, Harry Connick Jr., Doug Wamble, Miguel Zenón, en plus d'albums de membres de la famille Marsalis.
Marsalis s'est également impliqué dans l'enseignement collégial, avec des nominations à la Michigan State University (1996–2000), à la San Francisco State University (2000–2002) et à la North Carolina Central University (depuis 2005). Après l'ouragan Katrina en 2005, Marsalis et Harry Connick, Jr., en collaboration avec Habitat for Humanity local, ont créé Musicians Village à la Nouvelle-Orléans, avec le Ellis Marsalis Center for Music comme pièce maîtresse.

### Projets classiques et Broadway: 2008–10
Sous la direction du chef d'orchestre Gil Jardim, Branford Marsalis et des membres de la Philharmonia Brasileira ont effectué une tournée aux États-Unis à l'automne 2008, interprétant des œuvres du compositeur brésilien Heitor Villa-Lobos, arrangées pour saxophone solo et orchestre. Ce projet a commémoré le 50e anniversaire de la mort du vénéré compositeur brésilien.
Marsalis et les membres de son quatuor ont rejoint le North Carolina Symphony for American Spectrum, sorti en février 2009 par le suédois BIS Records. L'album présente Marsalis et l'orchestre interprétant une gamme de musique américaine de Michael Daugherty, John Williams, Ned Rorem et Christopher Rouse, sous la direction de Grant Llewellyn.
Marsalis a écrit la musique de la reprise à Broadway en 2010 de la pièce Fences d'August Wilson.
Le 14 juillet 2010, Marsalis a fait ses débuts avec le New York Philharmonic sur la Great Lawn de Central Park. Dirigés par le chef d'orchestre Andrey Boreyko, Marsalis et le New York Philharmonic ont interprété le "Concerto pour saxophone alto" de Glazunov et la "Hot-Sonate pour saxophone alto et orchestre" de Schuloff. Boreyko, Marsalis et le Philharmonic ont de nouveau exécuté le même programme à Vail, CO plus tard ce mois-là et quatre autres fois à Avery Fisher Hall à New York, NY en février suivant.

### De 2011 à aujourd'hui
En juin 2011, après avoir travaillé ensemble pendant plus de 10 ans dans un groupe, Branford Marsalis et Joey Calderazzo sortent leur premier album en duo intitulé Songs of Mirth and Melancholy, sur le label de Branford, Marsalis Music. Leur première représentation publique a eu lieu au Festival de jazz TD de Toronto en 2011.
En 2012, Branford Marsalis sort Four MFs Playin 'Tunes sur vinyle haute définition de luxe de 180 grammes, avant le Record Store Day 2012 le 21 avril 2012. Il s'agit du premier enregistrement du Branford Marsalis Quartet avec le batteur Justin Faulkner, qui a rejoint le groupe en 2009, et est la première sortie vinyle de Marsalis Music. L'album est nommé Apple iTunes Best of 2012 Instrumental Jazz Album of the Year.
Marsalis interprète "The Star-Spangled Banner" le mercredi 5 septembre 2012 à la Convention nationale démocrate à Charlotte.
En 2019, Marsalis sort The Secret Between the Shadow and the Soul, qu'il a enregistré en Australie avec son quartet. Marsalis, commentant la longévité de son groupe et leur approche, déclare, avant la sortie de l'album : « Rester ensemble nous permet de jouer de la musique aventureuse et sophistiquée et de bien sonner. Le manque de familiarité conduit à un jeu défensif, jouer pour ne pas se tromper. J'aime jouer de la musique sophistiquée et je ne pourrais pas créer cette musique avec des gens que je ne connais pas ».

### Récompenses et honneurs
Le Branford Marsalis Quartet a reçu un Grammy Award en 2001 pour son album Contemporary Jazz.
En septembre 2006, Branford Marsalis a reçu un doctorat honorifique en musique du Berklee College of Music. Au cours de sa cérémonie d'acceptation, il a été honoré d'une performance hommage mettant en vedette la musique tout au long de sa carrière.
Marsalis a remporté le Drama Desk Award 2010 dans la catégorie "Outstanding Music in a Play" et a également été nommé pour un Tony Award 2010 dans la catégorie "Meilleure partition originale (musique et/ou paroles) écrite pour le théâtre" pour sa participation à la reprise à Broadway des Fences d'August Wilson.
Marsalis, avec son père et ses frères, ont été les récipiendaires du groupe du NEA Jazz Masters Award 2011.
En mai 2012, il a reçu un doctorat honorifique en musique de l'Université de Caroline du Nord à Chapel Hill.
En juin 2012, Marsalis, avec son ami et compatriote originaire de la Nouvelle-Orléans Harry Connick, Jr., a reçu le prix S. Roger Horchow du meilleur service public par un citoyen privé, un prix décerné chaque année par les Jefferson Awards for Public Service, pour leur travail dans le village des musiciens de la Nouvelle-Orléans.
Le 26 mars 2013, il a reçu le diplôme de docteur en leadership des arts, honoris causa, de l'Université Saint Mary's du Minnesota.
Bradford Marsalis a joué lors d'un concert majoritairement mozartien à San Diego en l'honneur du 11 septembre 2001.

### Instruments et configuration
Soprano : Son soprano le plus célèbre est un Selmer Mark VI en argent avec un manche plié modifié. Il est dit[14] qu'il joue maintenant sur une Yamaha YSS-82ZR, et utilise un bec Selmer D et des anches Vandoren V12 Clarinette 5+
Alto : Cannonball Vintage Series (modèle AV/LG-L) avec un bec Selmer Classic C et Vandoren #5
Ténor : Selmer Super Balanced Action avec un bec Fred Lebayle 8 et des anches Alexander Superial taille 3,5

### Autres apparitions
Marsalis s'est produit aux côtés de Sting et Phil Collins lors du concert London Live Aid au stade de Wembley le 13 juillet 1985.
Présenté comme saxophoniste sur "Fight the Power" (1989) par Public Enemy.
Marsalis a réuni un groupe qu'il a appelé X-Men pour ouvrir pour les Grateful Dead à l'Oakland Coliseum Arena le 31 décembre 1990. Les autres membres étaient Kevin Eubanks, Robert Hurst et Jeff Watts.
Wait Wait... Don't teel me anything ! Invité dans la section "Pas mon travail" de l'émission. Lors de cette performance, il a affirmé que le saxophone était l'instrument le plus sexy, puis a insulté l'accordéon. Dans un épisode ultérieur de l'émission, "Weird Al" Yankovic défend l'accordéon; plus tard, l'invité Yo-Yo Ma a affirmé que le saxophone était en fait le plus sexy.
Interviewé sur Space Ghost Coast to Coast Episode 10: " Gum, Disease " (diffusé le 11 novembre 1994). Bien que l'équipe de Coast to Coast ait déclaré: "Il était l'invité le plus agréable et le plus bien élevé que nous ayons jamais interviewé", il n'a pas signé d'autorisation pour les droits de marchandise, donc l'épisode ne pouvait pas être sur le Space Ghost Coast to Coast. DVD du tome 1.
Marsalis a été présenté dans le hit de Shanice en 1992 " I Love Your Smile ".
Il a joué le rôle de Lester dans le film Throw Momma from the Train" (1987) et le rôle de Jordan dans le film dramatique musical de Spike Lee en 1988, School Daze.
Il fait aussi un cameo en tant que réparateur qui demande à Hillary un rendez-vous dans l'épisode "Stop Will! In the Name of Love", et comme lui-même dans l'épisode "Sleepless in Bel-Air" de la sitcom "The Fresh Prince of Bel-Air" (1994 ).
Des entretiens avec Marsalis figurent en bonne place dans le documentaire "Before the Music Dies" (2006).
Marsalis était juge invité lors du dernier épisode de la cinquième saison de "Top Chef" qui s'est déroulé à la Nouvelle-Orléans, en Louisiane.
Les 28 et 29 avril 2009, Marsalis a joué avec les Dead (les membres restants des Grateful Dead) au IZOD Center à East Rutherford, New Jersey, ravivant une relation commencée lorsqu'il s'est produit avec eux lors d'un set au Nassau Coliseum en mars. 29, 1990, au cours de laquelle, selon Dead aficionados, l'une des plus grandes interprétations de "Eyes of the World", a été réalisée.
Le 21 juillet 2010, Marsalis a invité avec Dave Matthews Band les chansons "Lover Lay Down", "What Would You Say" et "Jimi Thing" au Verizon Wireless Amphitheatre à Charlotte, Caroline du Nord. C'était la première fois que Marsalis était invité avec Dave Matthews Band, bien qu'il ait déjà joué avec Dave Matthews et Gov't Mule sur une reprise de "All Along the Watchtower" de Bob Dylan le 16 décembre 2006, à Asheville, Caroline du Nord.
Marsalis s'est de nouveau produit avec le Dave Matthews Band le 12 décembre 2012 au PNC Arena de Raleigh, en Caroline du Nord. Pour la tournée de l'été 2015, Marsalis est revenu en tant qu'invité pour 3 spectacles, le 22 mai 2015 à Raleigh en Caroline du Nord ("Lover Lay Down", "Situation typique", Jimi thing), le 12 juin 2015 à Hartford, CT ("Death On The High Seas", "Spaceman", "Jimi Thing", "Warehouse"), et le 29 juillet 2015, à Tampa, FL ("Lover Lay Down", "Typical Situation", "Jimi Thing").
Marsalis est apparu en tant qu'invité spécial de Bob Weir et Bruce Hornsby lors de deux festivals à l'été 2012. Ils se sont d'abord produits au All Good Music Festival à Thornville, OH le 19 juillet 2012, puis se sont dirigés vers Bridgeport, CT pour une performance. au Gathering of the Vibes le lendemain, 20 juillet 2012.
Marsalis est apparu en tant qu'invité spécial de Furthur pour leur performance à Red Rocks le 21 septembre 2013.
Marsalis est apparu en tant qu'invité spécial de Dead & Company pour leur deuxième nuit d'une performance en tête d'affiche de deux nuits au Lock'n Festival le 26 août 2018.

## Discographie

### Albums
- 2007 Metamorphosen
- 2006 Braggtown
- 2004 A Love Supreme Live - (DVD/CD)
- 2004 Eternal
- 2003 Romare Bearden Revealed
- 2002 Footsteps of our Fathers
- 2001 Creation
- 2000 Contemporary Jazz - Grammy Award
- 1999 Requiem
- 1997 Music Evolution
- 1996 The Dark Keys
- 1996 Loved Ones
- 1994 Buckshot LeFonque
- 1993 Bloomington - live
- 1992 Les Experts
- 1992 I Heard You Twice The First Time - Grammy Award
- 1991  The Beautyful Ones Are Not Yet Born
- 1990 Crazy People Music
- 1990 La Maison Russie
- 1990 Mo' Better Blues
- 1989 Do The Right Thing
- 1989 Trio Jeepy
- 1988 Random Abstract
- 1987 Renaissance
- 1986 Romances for Saxophone
- 1985 Royal Garden Blues
- 1984 Scenes In The City

Branford Marsalis apparait aussi comme invité sur:
- 2007 Marsalis Music Honors Series: Bob French (2007) - Bob French
- 2006 Intersections (1985-2005) - Bruce Hornsby
- 2005 Occasion : Connick on Piano, Volume 2 - album duo avec Harry Connick, Jr.
- 2003 The Marsalis Family: A Jazz Celebration - les 4 frères - Branford, Delfeayo Marsalis, Jason Marsalis, Wynton Marsalis, et leur père, Ellis Marsalis
- 2003 Little Worlds - Béla Fleck and the Flecktones
- 1996 Live Art - Béla Fleck and the Flecktones
- 1995 Joe Cool's Blues - Ellis & Wynton Marsalis. Branford joue sur "Little Birdie"
- 1995 Hot House - Bruce Hornsby
- 1995 Tales from the Acoustic Planet - Béla Fleck
- 1994 "With the Tenors of Our Time" - Roy Hargrove. Sur 3, "Valse Hot."
- 1994 Rob Wasserman: Trios With Bruce Hornsby Joue sur "White-Wheeled Limousine"
- 1994 JLW - Joe Louis Walker. Joue sur Inner City Man.
- 1993 Jazzmatazz Vol. 1 - Guru. Joue sur, "Transit Ride" avec Zachary Breaux.
- 1993 Harbor Lights - Bruce Hornsby Récipiendaire d'un trophée Grammy pour, "Rainbow's Cadillac"
- 1993 Three Flew Over the Cuckoo's Nest - Béla Fleck and the Flecktones
- 1992 Pontius Pilate's Decision - Delfeayo Marsalis
- 1991 Karma - Robin Eubanks. Joue sur The Yearning et Remember When
- 1991 Rooms In My Fatha's House  Vinx. Joue sur "Somehow Did You know"
- 1990 Live It Up - Crosby, Stills & Nash. Branford joue sur Yours And Mine et Arrows
- 1990 You Won't Forget Me - Shirley Horn. Branford apparait sur "It Had to be You"
- 1990 Without a Net - Grateful Dead. Branford joue sur "Eyes of the World"  (live album)
- 1990 We Are In Love - Harry Connick, Jr.
- 1986 Break Every Rule - Tina Turner. Branford joue sur "Paradise Is Here"
- 1985 Opening Night - Kevin Eubanks
- 1985 Black Codes (From the Underground) - Wynton Marsalis
- 1984 Decoy – Miles Davis
- 1984 Hot House Flowers - Wynton Marsalis
- 1983 Think of One - Wynton Marsalis
- 1982 Wynton Marsalis - Wynton Marsalis
- 1982 Keystone 3 - Art Blakey & The Jazz Messengers

### Avec Sting
- The Dream of the Blue Turtles (A&M, 1985)
- Bring on the Night (A&M, 1986)
- ...Nothing Like the Sun (A&M, 1987)
- The Soul Cages (A&M, 1991)
- Mercury Falling (A&M, 1996)
- Brand New Day (A&M, 1999)
- Live in Berlin (Deutsche Grammophon, 2010)
- 44/876 (Interscope/A&M, 2018)
- The Bridge (A&M, 2021)

## Filmographie

### comme compositeur
- 1991 : The Color of Love
- 1991 : Without a Pass
- 1994 : To My Daughter with Love (TV)
- 1996 : Seuls contre tous (Mr. & Mrs. Loving) (TV)
- 1997 : M'sieurs dames
- 1999 : Goosed
- 2000 : Once in the Life
- 2001 : 3 A.M.
- 2001 : The New Orleans Jazz & Heritage Festival (feuilleton TV) : Host
- 2020 : Le Blues de Ma Rainey (Ma Rainey's Black Bottom) de George C. Wolfe

### comme musicien
- 1992 : Les experts (Sneakers)

### comme acteur
- 1986 : Bring on the night : Lui-même
- 1987 : Balance maman hors du train (Throw Momma from the Train) : Lester
- 1988 : Classe tous rires (School Daze) : Jordam
- 1990 : Mo' Better Blues : Invité à la soirée
- 1991 : Without a Pass : Buddy Warren
- 1997 : Le Secret du bayou (Eve's Bayou) : Harry

## Récompenses et nominations

### Récompenses
- Grammy Award 1994 Branford Marsalis & Bruce Hornsby -"Barcelona Mona"

## Anecdotes
- Il joue également un solo de saxophone sur le tube de la chanteuse R&B américaine Shanice Wilson, I Love Your Smile, gros succès du début des années 1990. La chanteuse introduit son solo par un "Blow, Branford, blow!" ("Souffle, Branford, souffle !").